# Novatus Rugambwa

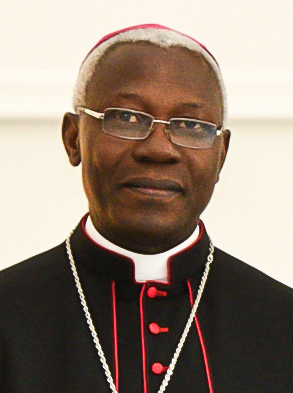
Novatus Rugambwa (2019)

Novatus Rugambwa (* 8. Oktober 1957 in Bukoba, Region Kagera) ist ein tansanischer Geistlicher, römisch-katholischer Erzbischof und Diplomat des Heiligen Stuhls.

## Leben
Novatus Rugambwa wurde als Sohn von Benedict Rugambwa und dessen Ehefrau Leocadia geboren. Er wurde am 3. November 1957 in Bukoba getauft. Von 1964 bis 1968 besuchte Rugambwa die Nyakatare Catholic Primary School in Bukoba und von 1968 bis 1971 das Vorbereitungsseminar in Rutabo. Er absolvierte von 1972 bis 1975 den ersten Teil der Secondary School am St. Mary Minor Seminary in Rubya und von 1976 bis 1977 den zweiten Teil der Secondary School am Itaga Minor Seminary in Tabora. 1978 leistete Novatus Rugambwa den für alle tansanischen High-School-Absolventen obligatorischen Wehrdienst ab.
Von 1979 bis 1981 studierte Rugambwa Philosophie am Ntungamo Regional Major Seminary in Bukoba. Anschließend wurde er zur Fortsetzung seiner Studien nach Rom an die Päpstliche Universität Urbaniana entsandt, die er 1984 mit einem Bachelor im Fach Katholische Theologie abschloss. Novatus Rugambwa unterrichtete von 1984 bis 1986 am St. Mary Minor Seminary in Rubya. Am 5. Januar 1986 wurde er in der Mater Misericordiae Kathedrale durch den Bischof von Bukoba, Nestorius Timanywa, zum Diakon geweiht und in das Bistum Bukoba inkardiniert. Rugambwa empfing am 6. Juli desselben Jahres das Sakrament der Priesterweihe. Anschließend war er als Assistenz-Priester in Nshamba tätig. Von 1987 bis 1991 absolvierte Novatus Rugambwa die Päpstliche Diplomatenakademie in Rom. Zudem wurde er 1991 mit einer Dissertationsschrift zum Thema Die Reform der Römischen Kurie seit dem Zweiten Vatikanischen Konzil. Ein Ausdruck des Prinzips „Ecclesia semper reformanda“ an der Päpstlichen Universität Urbaniana zum Dr. iur. can. promoviert.
Am 1. Juli 1991 trat Novatus Rugambwa in den diplomatischen Dienst des Heiligen Stuhls ein. Zunächst war er als beigeordneter Sekretär in der Apostolischen Nuntiatur in Panama tätig. 1992 wurde Rugambwa Nuntiatursekretär in Panama. Papst Johannes Paul II. verlieh ihm am 24. Juli 1992 den Ehrentitel Kaplan Seiner Heiligkeit (Monsignore). Von 1994 bis 1997 war Novatus Rugambwa als Nuntiatursekretär in den Apostolischen Nuntiaturen in der Republik Kongo und in Gabun tätig. Er wechselte 1997 an die Apostolische Nuntiatur in Pakistan. 2000 wurde Rugambwa Nuntiaturrat in den Apostolischen Nuntiaturen auf den Cookinseln, auf Fidschi, in den Föderierten Staaten von Mikronesien, auf Kiribati, auf den Marshallinseln, auf Nauru, in Neuseeland, auf Palau, Samoa, Tonga und Vanuatu. Am 5. Juni 2001 verlieh ihm Johannes Paul II. den Titel Ehrenprälat Seiner Heiligkeit. Novatus Rugambwa wurde 2004 Nuntiaturrat in Indonesien und Osttimor. Am 28. Juni 2007 ernannte ihn Papst Benedikt XVI. zum Untersekretär des Päpstlichen Rates der Seelsorge für die Migranten und Menschen unterwegs.
Am 6. Februar 2010 ernannte ihn Papst Benedikt XVI. zum Titularerzbischof von Tagaria und bestellte ihn zum Apostolischen Nuntius in São Tomé und Príncipe. Benedikt XVI. ernannte ihn am 20. Februar 2010 zudem zum Apostolischen Nuntius in Angola. Die Bischofsweihe spendete ihm Kardinalstaatssekretär Tarcisio Bertone SDB am 18. März 2010 im Petersdom; Mitkonsekratoren waren der Bischof von Acqui, Pier Giorgio Micchiardi, und der Bischof von Bukoba, Nestorius Timanywa.
Am 5. März 2015 ernannte ihn Papst Franziskus zum Apostolischen Nuntius in Honduras. Papst Franziskus ernannte ihn am 29. März 2019 zum Apostolischen Nuntius in Neuseeland sowie zum Apostolischen Delegaten für das Gebiet des Pazifischen Ozeans. Am 25. Mai desselben Jahres wurde er zusätzlich zum Apostolischen Nuntius für Fidschi und Palau ernannt. Papst Franziskus ernannte ihn am 30. November 2019 außerdem zum Apostolischen Nuntius in Tonga, Kiribati, auf Nauru und den Marshallinseln. Am 17. April 2020 berief ihn Franziskus zudem zum Apostolischen Nuntius in Samoa. Am 2. Februar 2021 ernannte ihn der Papst außerdem zum Apostolischen Nuntius auf den Cookinseln und am 30. März desselben Jahres zum Apostolischen Nuntius in den Föderierten Staaten von Mikronesien. Am 27. Juli 2024 trat er von seinen Aufgaben als Nuntius zurück.
Novatus Rugambwa spricht neben Swahili auch Deutsch, Englisch, Französisch, Italienisch und Spanisch.